# Porte-bouquet

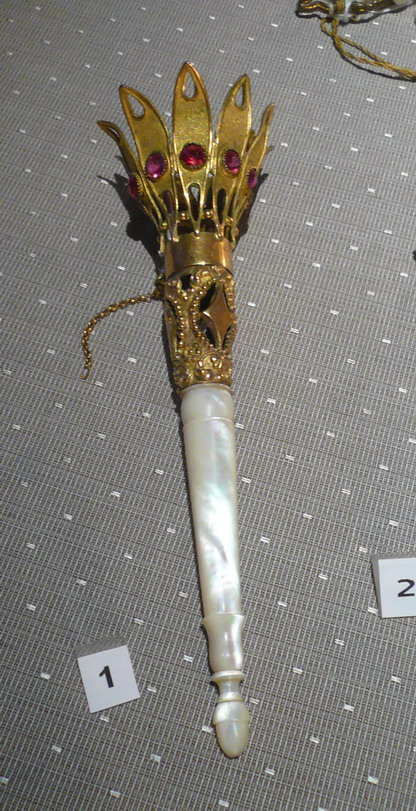
Porte-bouquet de la dècada del 1820

Un porte-bouquet ("porta pomells" en francès) és un joiell destinat a portar un pomell de flors com a complement a la indumentària femenina. Van aparèixer a França en temps de Lluís XIV i es van fer servir fins als primers anys del segle xx. Tenien un petit recipient on posar l'aigua per les flors, que sovint es perllongava en un mànec, normalment recte o cargolat en forma de banya, i es podien dur a la mà o bé fixats al vestit. Alguns, fins i tot, tenien un suport que els permetia mantenir-se drets, com un petit gerro.
El Museu Frederic Marès en va organitzar una exposició temàtica el 2008. Es tractà d'una insòlita exposició de 131 porta-ramets, petites joies del segle xix que servien per subjectar i mantenir fresques les flors amb què les dames europees enriquien la seva indumentària, procedents de la col·lecció Kenber.